# Рауле, Беньямин
Бе́ньямин Ра́уле (нидерл. Benjamin Raule, нем. Benjamin Raule, февраль 1634 года — 17 мая 1707 года) — предприниматель, первый и единственный генеральный директор бранденбургского военно-морского флота, фактический его основатель.

## Биография

### Происхождение

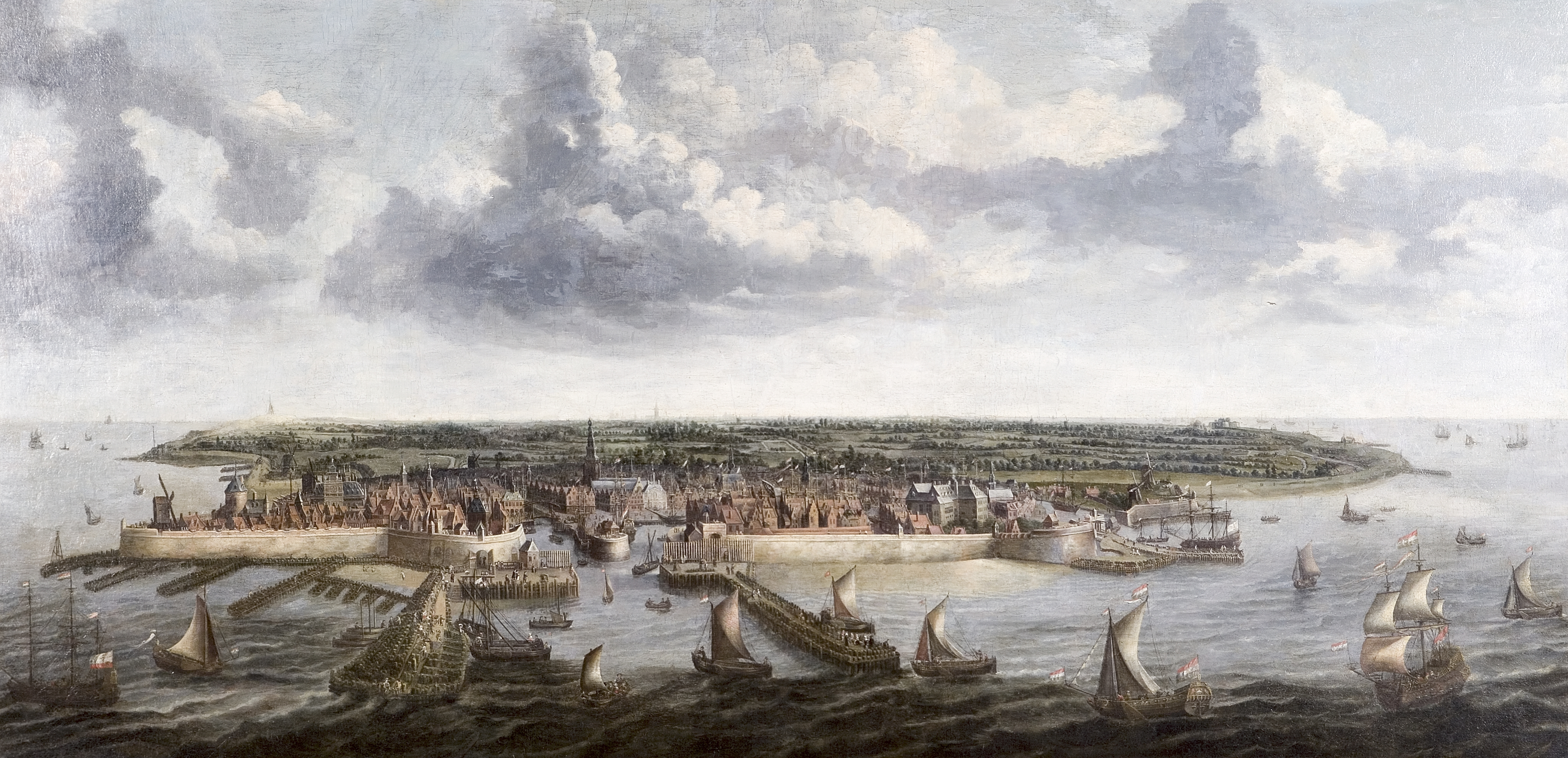
Флиссинген (XVII век)

Беньямин Рауле родился в феврале 1634 года в нидерландском городке Флиссинген в семье гугенотов из Фландрии Беньямина Рауле и Марии Лесаж. Его брат Якоб стал морским инспектором и капитаном, сам Беньямин получил неплохое по тем временам торговое образование, владел французским и голландским языками, а также латынью.

### Годы в Голландии
В 1658 году Рауле женился на Аполлонии ван ден Бранде (в браке с которой у него родилась одна дочь) и поселился вместе с нею в Мидделбурге, столице голландской провинции Зеландия, где стал одним из самых богатых торговцев, членом магистрата и судебным заседателем, имел в собственности городской дом и несколько земельных участков. Владея судоходной компанией и многими собственными судами, он особенно активно развивал торговлю с Францией, которая из-за начавшейся в 1672 году франко-голландской войны пришла в полное запустение и поставила Рауле на край финансовой катастрофы. В попытке поправить свои дела Рауле обратился к бранденбургскому курфюрсту Фридриху Вильгельму с предложением снарядить корабли и заняться каперством против Швеции, находившейся тогда с Бранденбургом в состоянии войны.

### На службе у курфюрста Фридриха Вильгельма

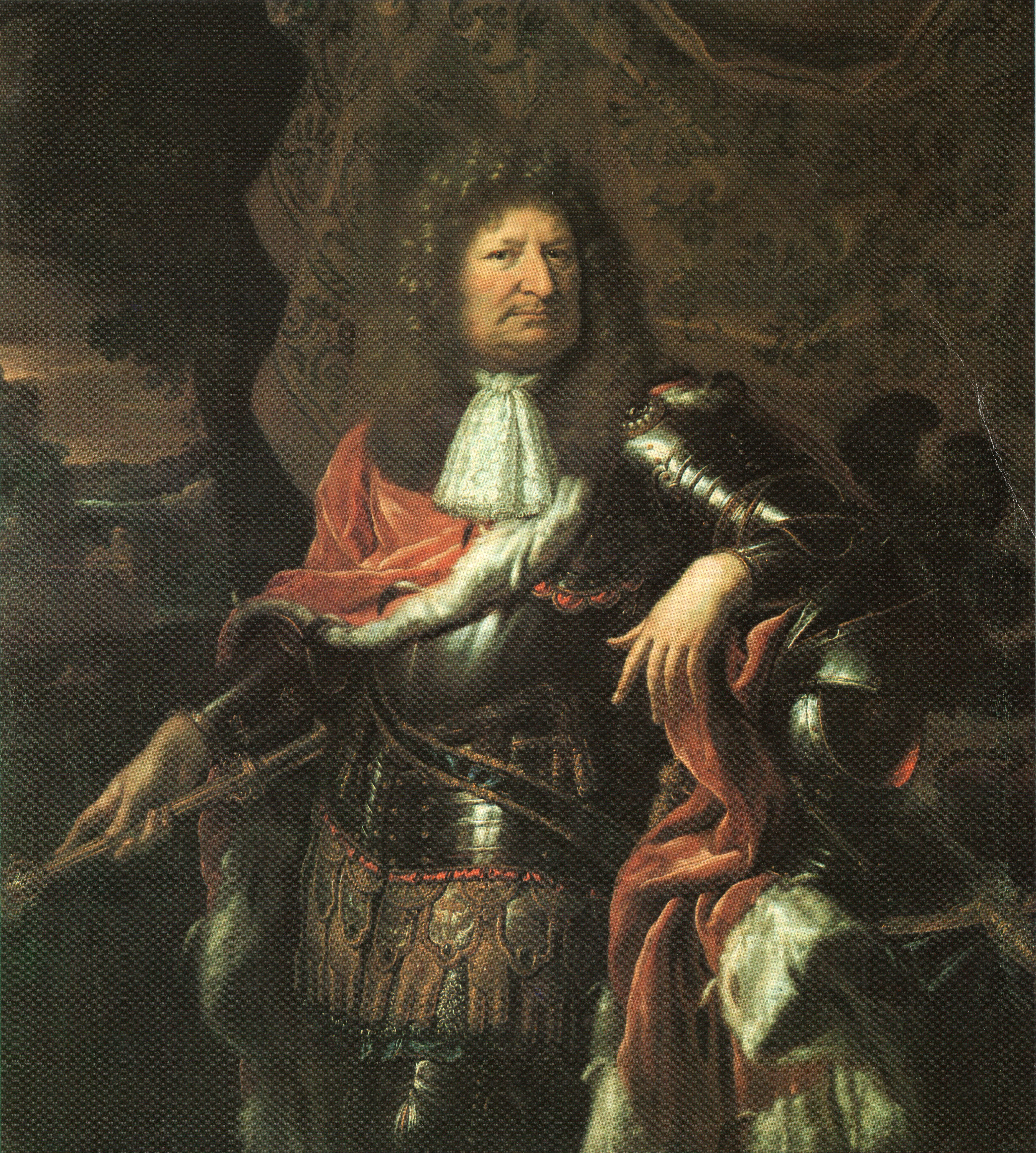
Курфюрст Фридрих Вильгельм (1688 год)

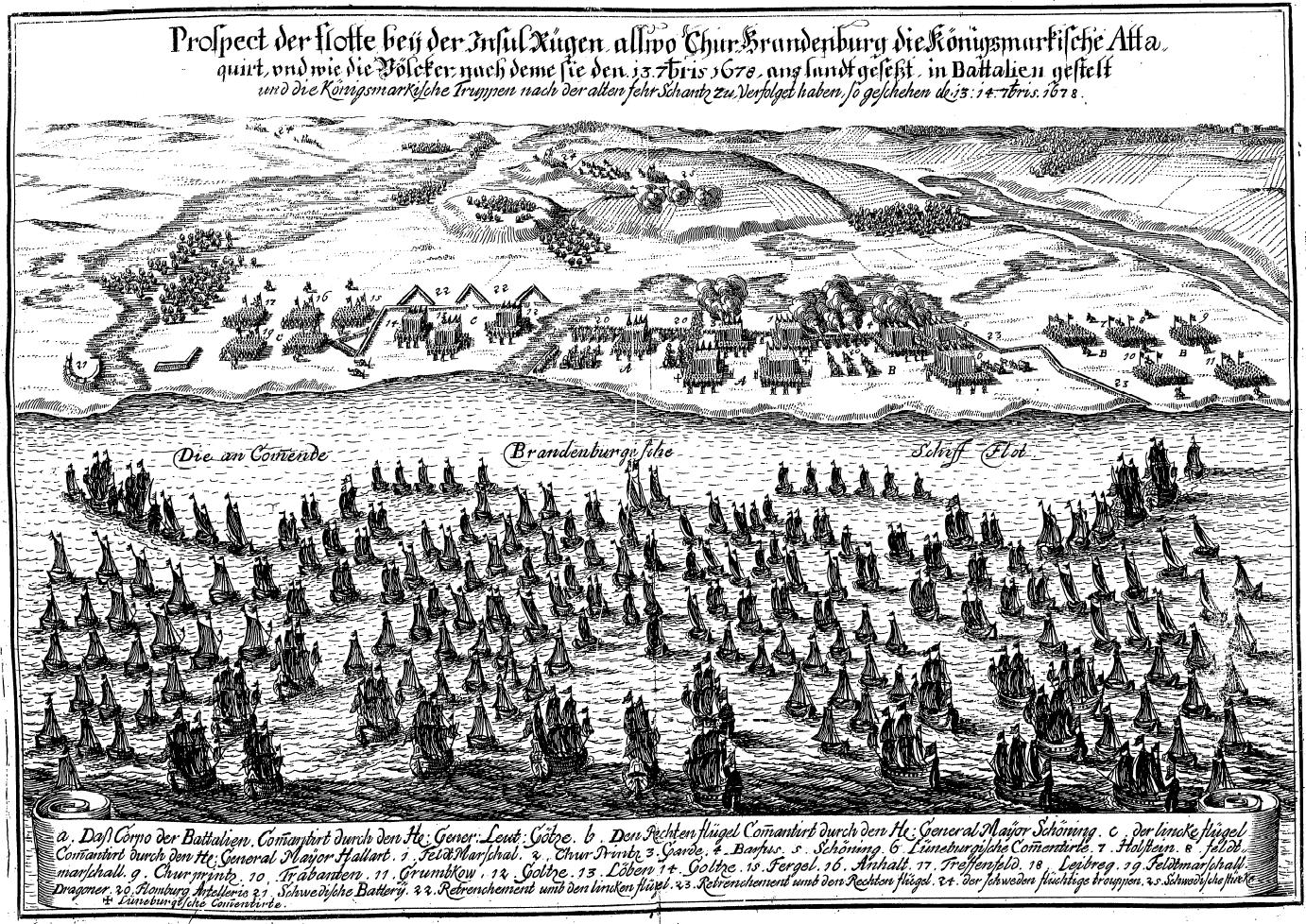
Высадка на Рюген (1678 год)

Получив в начале 1675 года необходимые каперские свидетельства, которые курфюрст, не имевший собственного флота, выдал в надежде ослабить противника, Рауле в течение 4 недель захватил 21 шведское судно, а ещё через четыре недели Балтийское море было по сути полностью очищено от шведских кораблей. Чтобы защитить Рауле от реакции голландских купцов, зачастую ходивших под шведским флагом и напрямую пострадавших от таких захватов, бранденбургской стороной было решено задним числом подписать с ним фиктивный договор, по которому он на это время якобы сдал в аренду курфюрсту 10 своих судов. Однако ни Англия, ни Голландия, в порты которых были доставлены для продажи захваченные корабли, не признали их каперской добычей и начали возвращать их владельцам, с чем Фридрих Вильгельм, не желавший нажить себе новых врагов, вынужден был в итоге согласиться. От долговой тюрьмы Рауле, который по договору сам должен был нести все издержки и при этом не получил никакой выгоды, спас лишь курфюрст, покрывший его затраты и назначивший его своим советником.
Летом 1675 года Фридрих Вильгельм заключил новый, впоследствии много раз продлевавшийся, договор с Рауле о найме его судов для войны со Швецией, а в следующем году произвёл его в «корабельные директоры» (нем. Schiffs-Direktor). Осенью 1676 года, опасаясь преследований своей страны, грозившей немалыми штрафами её подданным, замеченным в действиях против Швеции, Рауле отказался от прежнего гражданства и привилегий в Зеландии и окончательно переселился в Бранденбург вместе со своей семьёю, которая отныне стала получать жалование в 100 талеров ежемесячно. За связи с курфюрстом он стал самым ненавидимым человеком у себя на родине и признавался потом, что больше всего пострадал именно от преследований голландцев. А поскольку между «законным» каперством и «незаконным« пиратством чёткой границы не существовало, причислить Рауле к пиратам можно было лишь на основании открывшегося позднее факта, что получив подтверждение от бранденбургских посланников о согласии курфюрста на выдачу каперских свидетельств, легализующих захват чужих судов, он начал этот морской «промысел», не дожидаясь их формального вручения.
Рауле брался за любое дело, которое поручал ему курфюрст: будь то каперство против Гамбурга и Испании, под всякими предлогами не плативших свои долги Бранденбургу, осада и блокада крепостей, морские сражения, транспортировка бранденбургских сухопутных войск, конвой торговых судов или перевозка сложившего оружие шведского гарнизона Штеттина назад на родину. При этом Рауле порою сам отправлялся в море со своими судами (предпочитая, в остальном, руководить работой с суши) и даже участвовал в разработке диспозиции кораблей, нанятых им для Бранденбурга, при высадке морского десанта на Рюген.  Всё это не осталось незамеченным и в конце 1677 года Р. был повышен до «старшего директора морских дел» (нем. Oberdirektor der Seesachen). Круг интересов Рауле можно проследить по представленным Фридриху Вильгельму предложениям, которые в той или иной степени были воплощены в действительность: по оживлению торговли в Пруссии и закладке сахароварни в Штеттине, повышению таможенных пошлин и реорганизации системы мер и весов, оптимизации использования лихтеров и морских заливов, консервации шлюзов и ограничениям для иностранцев по надзору за товарами, по введению морской пехоты и  учреждению специального морского суда в Кольберге, чтобы поощряемое Бранденбургом каперство не выглядело пиратством в глазах других государств.
После нескольких лет, проведённых в Кольберге, Кёнигсберге и Пиллау, Рауле переселился в Берлин, где им было куплено заброшенное строение во Фридрихсвердере, перестроенное позднее под жилой дом. В 1682 году Рауле получил от Фридриха Вильгельма во владение пустующее имение Розенфельде (нем. Rosenfelde) на восточной окраине Берлина и распорядился построить на нём небольшой двухэтажный дворец в голландском стиле (ныне — дворец Фридрихсфельде), который вместе с прилегавшим к нему парком служил для развлечений посещавшей его бранденбургской знати во главе с самим курфюрстом. В целом, к 1687 году с передачей ему практически неограниченной власти во всех вопросах, связанных с военно-морским и коммерческим флотом, положение Рауле достигло своего зенита.

### Организация бранденбургского флота

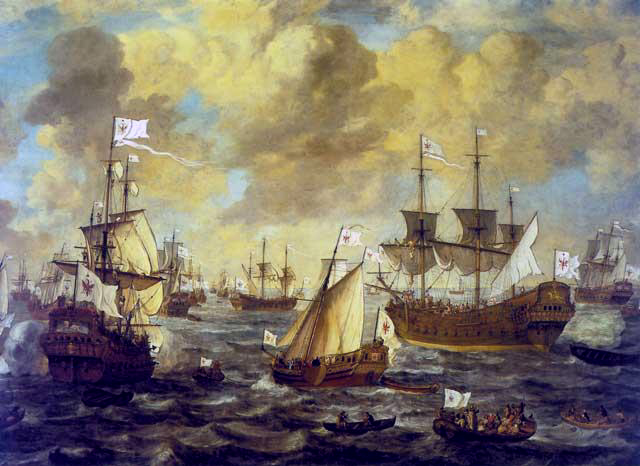
Бранденбургский флот (1684 год)

Чтобы не зависеть от иностранных судостроителей, при непосредственном участии Рауле с 1676 года были организованы верфи в Кольберге, а затем в Хафельберге, Пиллау и Берлине, со стапелей которых начали сходить военные корабли собственного, бранденбургского, изготовления. При этом тяготевший больше к торговле, чем к морскому делу, Рауле видел выгоду военного флота в первую очередь в обеспечении безопасности коммерческого мореплавания и (гео)политические амбиции были ему совершенно чужды.  Наконец, во главе организованной им в Пиллау коммерческой и адмиралтейской коллегии предпринимательский дух Рауле нашёл себе должное применение.
Очередной, заключённый в январе 1679 года, договор с курфюрстом, по которому Рауле, сдавал ему в наём 8 кораблей с экипажем в 400 офицеров и матросов, просуществовал недолго: согласившись с доводами самого Рауле о том, что собственные суда будут обходиться государственной казне намного дешевле, 1 октября 1684 года Фридрих выкупил у Рауле принадлежавшие тому 9 кораблей, а этот день с тех пор нередко называется днём рождения военно-морского флота Бранденбурга. Таким образом, организованный Рауле бранденбургский флот насчитывал в это время 28 кораблей, что позволяло решать поставленные перед ним задачи в прилегающих морях, хотя и не могло сравниться по численности с крупнейшими морскими державами того времени (так, в начавшейся несколько лет спустя войне Аугсбургской лиги участвовали 173 английских, 102 голландских и 221 французское судно). Сам Рауле в феврале следующего года был назначен «генеральным директором военно-морского флота» (фр. General Directeur de Marine — должность, соответствующая морскому министру) с окладом в 400 талеров ежемесячно (для сравнения: в то время профессорам немецких университетов, чтобы заработать такие деньги, требовался целый год).

### Бранденбургско-Африканская компания

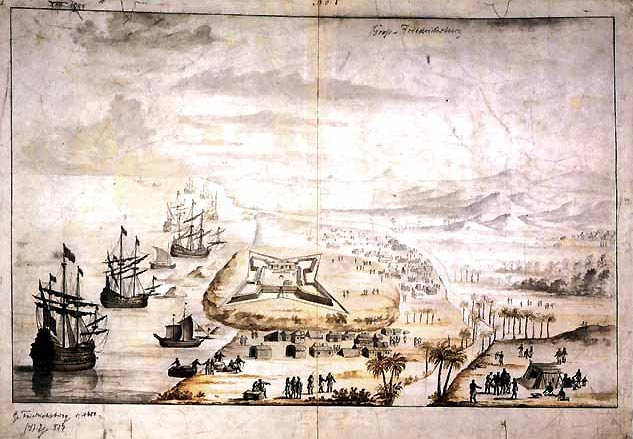
Крепость Гросс-Фридрихсбург (1688 год)

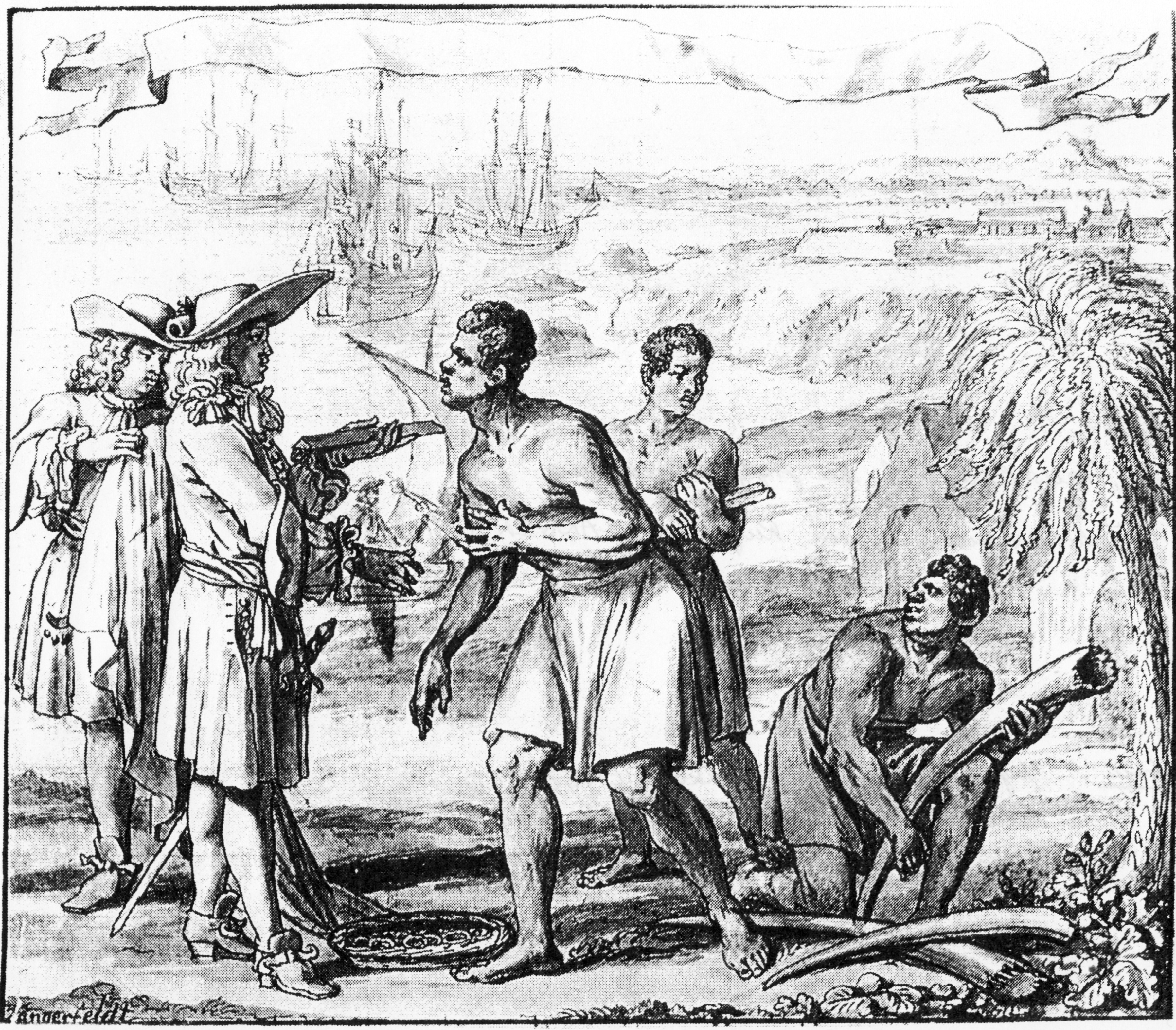
Обмен товарами в Гросс-Фридрихсбурге (1690 год)

Первый проект Рауле по организации торговли в африканской Гвинее возник уже в 1676 году, осуществлению которого тогда помешала шедшая война со Швецией. После того, как не получили поддержки его планы по коммерческому освоению Гренландии, Рауле вернулся к своим первоначальным идеям. В 1681 году он на собственные деньги снарядил и отправил на побережье Гвинеи два корабля, один из которых возвратился напрямую в Пиллау с грузом, принёсшим порядка 100 тысяч талеров. Курфюрст предоставил для экспедиции лишь 20 солдат и разрешение плыть под бранденбургским флагом. По предложению Рауле в марте 1682 года эдиктом Фридриха Вильгельма была организована компания по торговле на побережье Гвинеи, позднее названная «Бранденбургско-Африканской компанией» (нем. Brandenburgisch-Afrikanische Compagnie), ставшая первым немецким акционерным обществом. Летом того же года к берегам Африки были отправлены ещё два бранденбургских корабля, причём из 44 тысяч талеров, которые были необходимы для экспедиции, 8 внёс курфюрст, 2 – кронпринц и 24 – сам Рауле. Поскольку и военно-морской флот Бранденбурга и «Бранденбургско-Африканская компания», формально независимые друг от друга, находились под управлением Рауле, то на практике зачастую происходило смешение их функций и финансов, что только подогревало слухи о систематических злоупотреблениях.
Груз, который находился на борту отправляемых судов, состоял в основном из тканей из Фландрии и Силезии, огнестрельного оружия и амуниции к нему, ножей, зеркал, металлической посуды, стеклянных бус и крепкого алкоголя, а среди товаров, которые намеревалось вывозить из Африки, в первую очередь упоминались рабы, золото и слоновая кость. Как писал сам Рауле: «Каждый знает, что работорговля — источник богатства». К рабам он относился — в духе своего времени — исключительно как к товару, который должен приносить прибыль, требуя в своих инструкциях от руководителя экспедиции закупать рабов как можно больше и при необходимости делать «запасы» из них, чтобы перепродать при следующем удобном случае, поскольку все расходы на их содержание ограничивались лишь небольшим количеством риса. За годы своего существования компания перевезла из Африки порядка 17 тысяч невольников, отправной точкой для чего служила колония Гросс-Фридрихсбург на берегу Гвинейского залива.
Поначалу коммерческие успехи были весьма скромными, а для снаряжения очередной экспедиции даже приходилось брать кредит. Жёсткая конкуренция с другими компаниями (в первую очередь, с Объединённой Ост-Индской), коррупция в собственной фирме, непрозрачное ведение финансов — вот только часть проблем, с которыми приходилось бороться её управляющему. Лишь спустя несколько лет доходы стали преобладать, и Рауле тут же начал задумываться о расширении компании, покупке островов в Карибском море, где можно было бы организовать рынок доставленных из Африки рабов, а на вырученные деньги закупать индиго, какао, кофе, сахар, имбирь или табак (в действительности пришлось ограничиться арендой у датчан части Сент-Томаса). Компания была переименована в «Бранденбургско-Африканско-Американскую», а управленческие здания, склады, казармы для задействованных солдат были перенесены из Пиллау в незамерзающий зимой Эмден.

### На службе у курфюрста Фридриха III

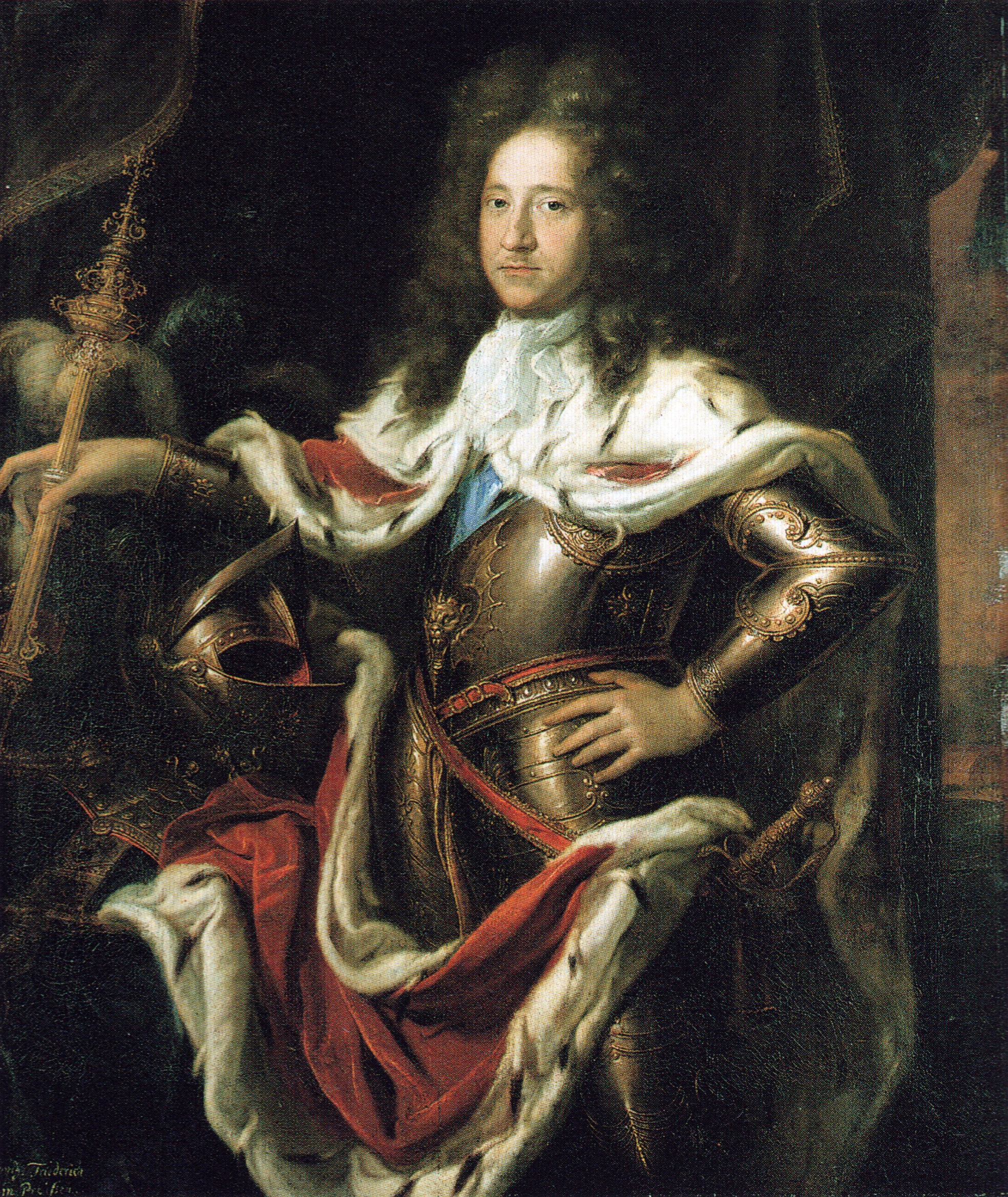
Фридрих III (1690 год)

Поначалу в отношении  военно-морского и коммерческого флота  новый курфюрст Фридрих III, пришедший к власти в 1688 году, полностью продолжил линию своего отца. Однако уже реорганизация адмиралтейства, в которое теперь одновременно назначалось три директора, показала, что для Рауле наступили новые времена. Очередная проверка счетов Африканской компании выявила, что её убытки достигли суммы в более чем 454 тысячи талеров, в то время как Рауле докладывал намного более оптимистичные цифры. Новые обвинения в его адрес, от которых его всячески защищал имевший к нему полное доверие Фридрих Вильгельм, не заставили себя ждать: единоличное управление, сокрытие информации, отдача противоречивших друг другу инструкций, нецелевой характер расходов, раздутый персонал, закупка слишком большого количества кораблей, плохо реализовавшиеся товары. Поскольку расследование против Рауле нашло его невиновным по всем пунктам обвинения, он получил от курфюрста в качестве компенсации за причинённый ущерб почти 10 тысяч талеров и был восстановлен в прежней должности. Своей реабилитацией Рауле не в последнюю очередь был обязан и заступничеству первого министра Данкельмана, с которым он был давно знаком. Чтобы как-то ограничить влияние Рауле, коммерческая коллегия была отделена от военно-морской и выведена из-под его контроля, однако дела в ней пошли настолько плохо, что ему пришлось вновь забрать их обе под своё крыло и управлять ещё в течение 4 лет. На какое-то время Рауле, казалось, вновь вернул себе потерянные было позиции, но положение его и возглавляемых им флота и торговой компании больше уже не было таким прочным.

### Опала и последние годы жизни

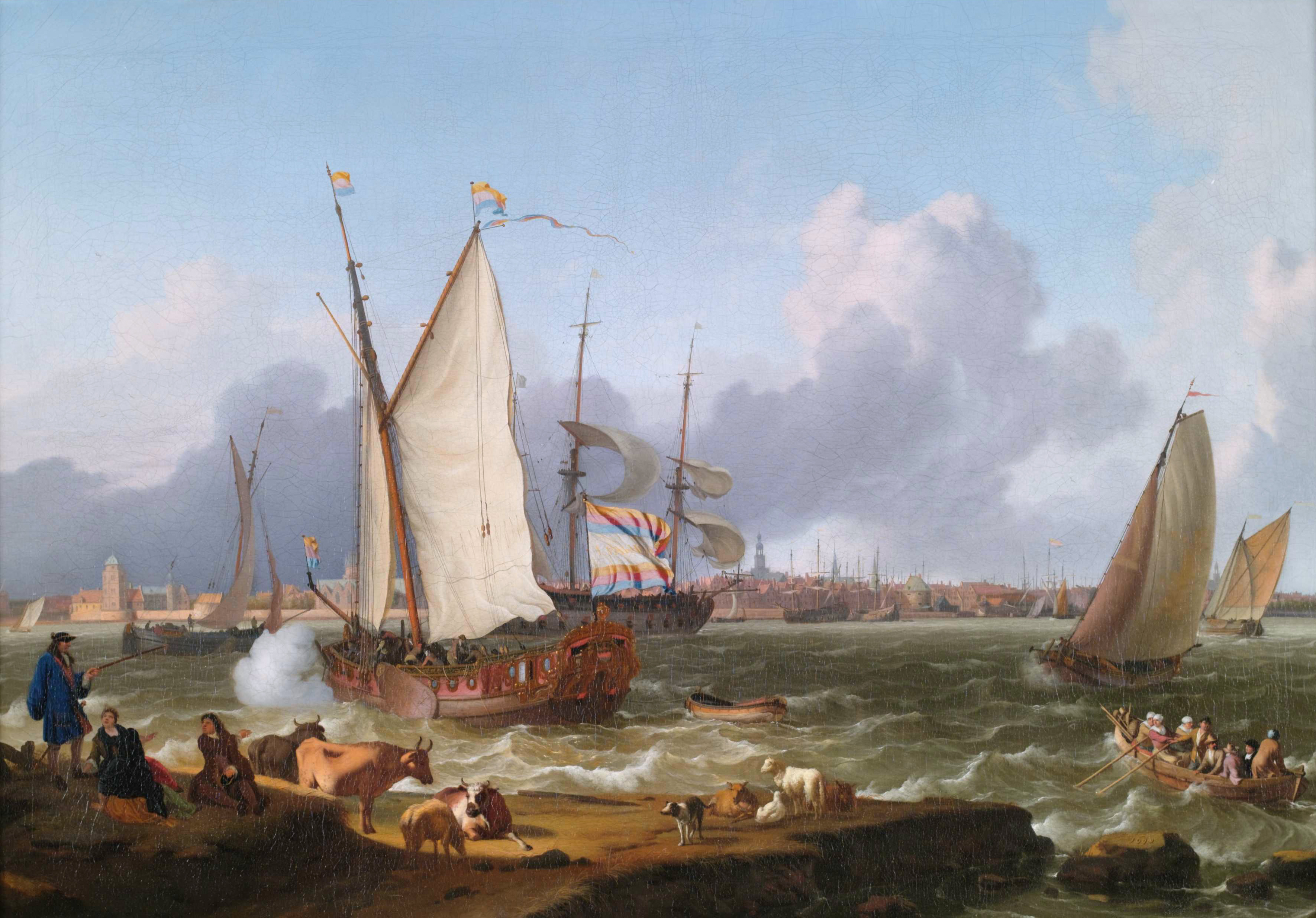
Корабли в гавани Эмдена (1698 год)

Получившая влияние на Фридриха III группировка во главе с Кольбе поставила себе задачей убрать с дороги Данкельмана и всех, кто стоял рядом с ним или под его протекцией. Начатое в январе 1698 года новое расследование привело к тому, что 12 декабря того же года Рауле был доставлен в цитадель Шпандау (где уже находился под арестом Данкельман), а всё его имущество было конфисковано в пользу курфюрста.
Среди пунктов предъявленного обвинения значилось: нарушение государственной монополии на древесину (что было опровергнуто представленными документами), небрежность в ведении счетов, нанесение ущерба курфюрсту переводом акций компании, принадлежащих Рауле, в руки других собственников. Кроме того, ему вменялось в вину, что будучи вкладчиком коммандитного товарищества, владевшего монетным двором в Эммерихе, он знал о имевших место нарушениях (низкое качество монет, чеканка поддельных голландских шиллингов), но пытался их скрыть. Рауле не признал своей вины, но, возможно, из-за боязни, что в противном случае процесс — который для 66-летнего старика и без того был настоящим испытанием — затянется ещё дольше, просил курфюрста о помиловании, соглашаясь отказаться от своего имущества в обмен на пожизненную пенсию. Фридрих III — к тому времени уже король Пруссии — удовлетворил прошение о помиловании, и 12 мая 1702 года Рауле был отпущен из-под ареста, получил несколько часов на свидание со своей больной женой и был препровождён для проживания в Эмден. Косвенным доказательством невиновности Рауле может послужить и тот факт, что он — недавно обвиняемый в растрате и мошенничестве — был послан в Эмден с поручением в интересах бранденбургского государства поправить пришедшие в упадок дела Африканской компании.
У Рауле, бывшего некогда очень богатым (так писал о нём в своих «Странствиях по марке Бранденбург» Теодор Фонтане), не было денег, чтобы снять себе квартиру в городе, и ему пришлось поселиться на старом трёхмачтовом паруснике, на котором он — зимой и летом — прожил 40 месяцев, пока тот не дал течь. Лишь в конце 1705 года король разрешил Рауле, уже тогда ставшему вдовцом, перебраться в Гамбург, где тот и скончался 17 мая 1707 года. Всё его имущество, оказавшееся намного меньшим, чем предполагалось — 10 тысяч талеров наличными, ещё 26 тысяч в акциях, а также дом во Фридрихсвердере и множество непогашенных долгов — отошло в пользу короля.
Судьба Африканской компании и военно-морского флота Бранденбурга-Пруссии, некогда вызванных к жизни Рауле, оказалась такой же незавидной: без организаторского таланта энергичного голландца и необходимой поддержки короля они быстро пришли в полное запустение. В течение следующих десяти лет Пруссия потеряла все свои колонии, компания была распущена, а весь флот, уже к 1700 году сократившийся более чем на две трети, практически перестал существовать. Правители Пруссии хотели видеть её сугубо континентальной державой, и лишь к концу XIX века в Германии вновь возродился интерес к морским делам и колониальной политике — спустя два столетия после первой попытки, предпринятой когда-то Беньямином Рауле.

## Память, мнения и оценки

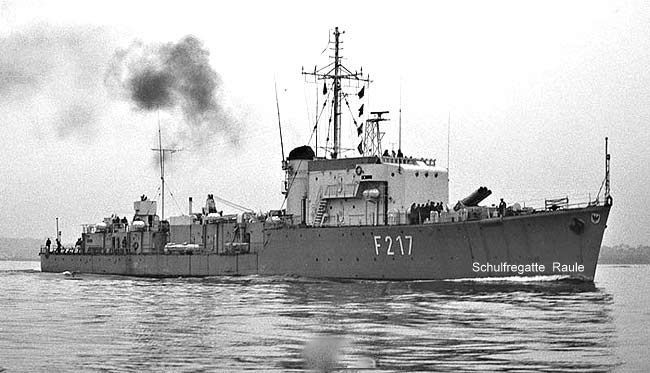
Тренировочное судно «Рауле» (1964 год)

Уже в 1675 году посланники в Гааге обвиняли Рауле в том, что при составлении смет расходов он вносил на треть завышенные цены, нанимал больше моряков, чем необходимо, а затем отпускал их и наживался на этом. Первая проверка его счетов состоялась по инициативе самого Рауле, который попросил сделать это адмирала Корнелиса Тромпа, и не выявила никаких нарушений. Кроме того, Рауле подозревался в присваивании себе большей доли приза, чем полагалось ему по договорам аренды его судов, заключавшимся с Фридрихом Вильгельмом, однако и здесь организованная для расследования комиссия не нашла ничего предосудительного. Показателен случай с захватом бранденбургской флотилией испанского корабля «Карл II», от продажи груза которого удалось выручить лишь 100 тысяч талеров, хотя на борту должно было находиться товаров на сумму в три раза больше; в утаивании остального был сразу обвинён Рауле, однако, по всей вероятности, здесь «постарался» сам экипаж флотилии.
Даже коммерческие предложения  курфюрсту, вносимые Рауле (в том числе по организации торговли в Африке), его недоброжелатели объясняли лишь его страхом по окончании войны со Швецией перестать быть для Фридриха Вильгельма таким же незаменимым как и прежде. На заявления же, что военно-морской флот не принёс Бранденбургу ничего, кроме убытков во многие сотни тысяч талеров, Рауле отвечал, что нельзя сразу требовать фруктов от недавно посаженного дерева. Позднее была распространена оценка Рауле как авантюриста, которому было нечего терять и который использовал всякую возможность для получения прибыли, в чём и заключался секрет его необходимости для курфюрста, однако подобное мнение могло сложиться у авторов, не имевших доступа к необходимым историческим документам.
В наше время, кроме опубликованной в 1680 году книги «Дедукция О новой адмиралтейской и коммерческой коллегии» (нем. Deduction Von einem Neuen Admiralitets und Commertz Collegio), автором которой он являлся, уже мало что напоминает о жизни Рауле. Строения так называемого «Двора Рауле» во Фридрихсвердере, где он некогда жил, были снесены в 1930-е годы, уступив место зданию рейхсбанка (теперь там размещается министерство иностранных дел Германии). Один из кораблей сопровождения, названный в его честь, затонул во время второй мировой войны в Ла-Манше, второй — эскортный миноносец, переименованный в «Рауле» в 1959 году — прослужил девять лет в качестве тренировочного судна бундесмарине, после чего был распилен на металлолом. Не дошло до наших дней и ни одного изображения или описания внешности Рауле, а его бюст, выполненный в 1910 году по заказу германского императора Вильгельма II графом фон Гёрцем (нем. von Görtz), является лишь результатом художественного видения скульптора.